# Vên
Vên (Gallisch für ‚wilde Freude‘) ist die erste Veröffentlichung der Schweizer Pagan- und Folk-Metal-Band Eluveitie. Die EP wurde im Frühjahr 2003 aufgenommen und am 18. Oktober 2003 in der Schweiz veröffentlicht. Zu dieser Zeit war Eluveitie noch als reines Studioprojekt geplant. Nachdem die Band 2004 bei Fear Dark unter Vertrag gegangen war, wurde Vên als Re-mastered-Version erneut veröffentlicht. 2008 wurde es als Re-re-mastered-Version nochmals veröffentlicht, nachdem die Band zu Twilight Records gewechselt war. 2012 wurde es für The Early Years komplett neu aufgenommen.

## Stil
Auf Vên werden traditionelle, keltische Instrumente mit den modernen Instrumenten einer Metal-Band wie E-Gitarre, E-Bass und Schlagzeug kombiniert. Der Gesang ist meist aggressiv und krächzend (Screaming), jedoch kommen auch immer wieder Passagen in den Liedern mit klarem Gesang vor, wie zum Beispiel in D’vêritû Agâge D’bitu. Die Texte von D’vêritû Agâge D’bitu und Uis Elveti sind auf Gallisch, Lament und Druid auf Englisch verfasst. Ôrô und Jêzaïg sind reine Instrumentalstücke.

## Kritik
schwermetall.ch bewertete die EP positiv:

„"Vên" ist eines der mächtigsten Werke geworden, das die harte schweizerische Musikszene in den letzten zehn Jahren hervorgebracht hat. Die Scheibe ist bis ins Detail durchdacht (so sind beispielsweise die Texte in einer rekonstruierten Form des helvetisch Gälischen verfasst) und zieht den geneigten Hörer auch noch nach über einem Jahr in seinen Bann.“

## Titelliste
1. D’vêritû Agâge D’bitu – 2:29
2. Uis Elveti – 4:12
3. Ôrô – 2:50
4. Lament – 3:34
5. Druid – 6:18
6. Jêzaïg – 4:45